# Varipàievka
Varipàievka (en rus: Варыпаевка) és un poble de l'óblast de Saràtov, a Rússia, segons el cens del 2010 tenia 52 habitants. Pertany al districte municipal d'Atkarsk.